# Вільянуева-де-Гуадамехуд

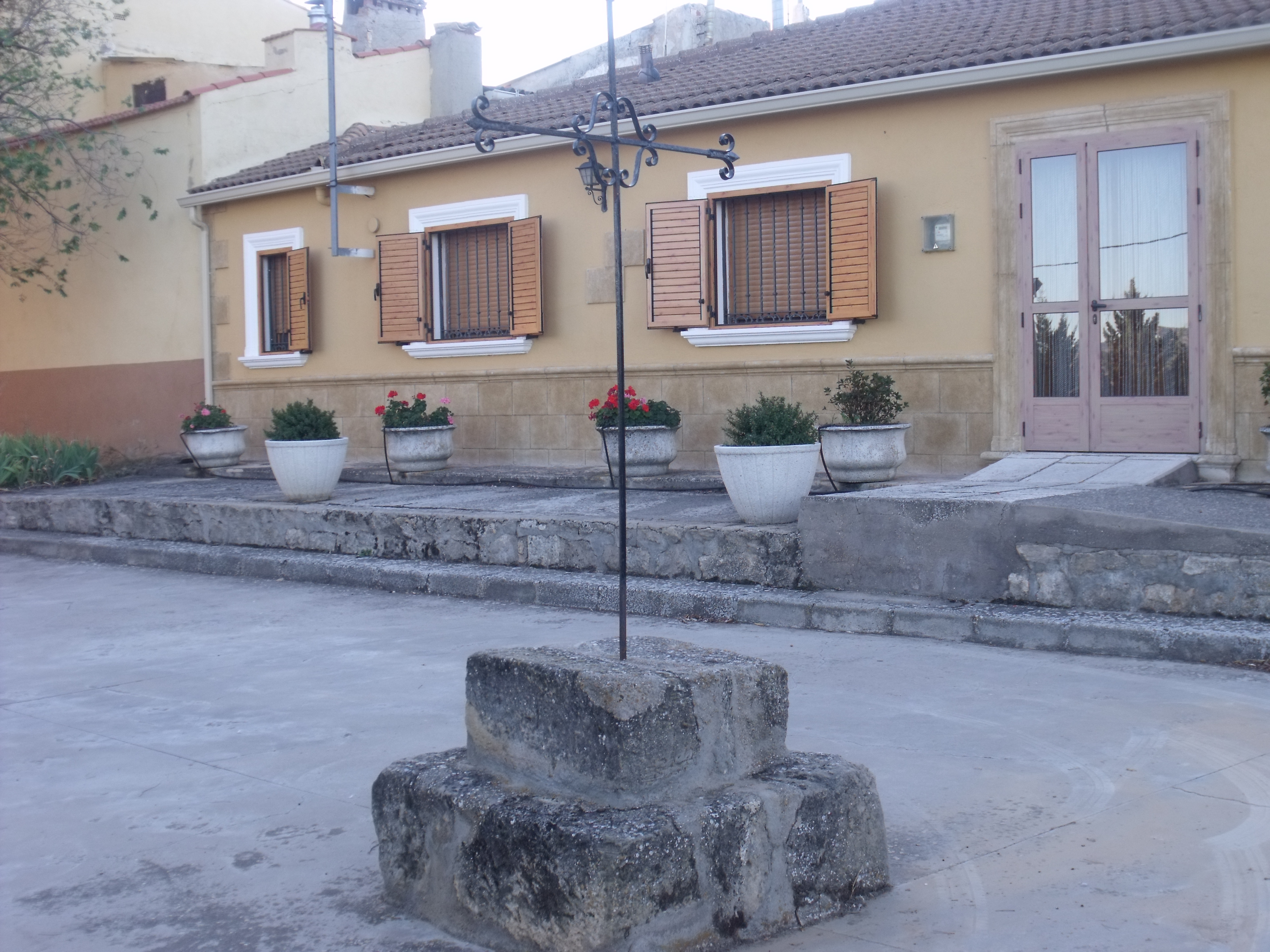

Вільянуева-де-Гуадамехуд (ісп. Villanueva de Guadamejud) — муніципалітет в Іспанії, у складі автономної спільноти Кастилія-Ла-Манча, у провінції Куенка. Населення — 110 осіб (2010).
Муніципалітет розташований на відстані близько 100 км на схід від Мадрида, 35 км на північний захід від Куенки.

## Демографія
Динаміка населення (INE ):